# Turovice
Turovice település Csehországban, Přerovi járásban. Turovice Prusinovice, Nahošovice, Líšná, Domaželice és Dřevohostice településekkel határos. Lakosainak száma 244 fő (2024. január 1.).

## Népesség
A település lakosságának változását az alábbi diagram mutatja:
| Lakosok száma | 300  | 289  | 312  | 266  | 210  | 211  | 217  | 229  | 208  | 244  |
|               | 1869 | 1900 | 1921 | 1961 | 1980 | 2011 | 2016 | 2019 | 2021 | 2024 |